# Colletes micheneri
Colletes micheneri is een vliesvleugelig insect uit de familie Colletidae. De wetenschappelijke naam van de soort is voor het eerst geldig gepubliceerd in 1954 door Stephen.